# Geplante Obsoleszenz
Geplante Obsoleszenz (auch: geplanter Verschleiß, Produktvergreisung) ist eine Marketingstrategie, bei der das vorzeitige Veralten eines Produktes (Obsoleszenz) vom Hersteller geplant und konzeptionell vorgesehen ist.
Der Begriff „geplante Obsoleszenz“ entstand in den 1930er Jahren in den Vereinigten Staaten. Seine Bedeutung hat sich seitdem mehrfach gewandelt, und noch heute herrscht auch in der Wirtschaftswissenschaft keine Einigkeit darüber, was genau darunter zu verstehen ist. Strittig ist auch, ob geplante Obsoleszenz überhaupt nachgewiesenermaßen existiert oder nicht vielmehr ein Schlagwort ist.

## Formen

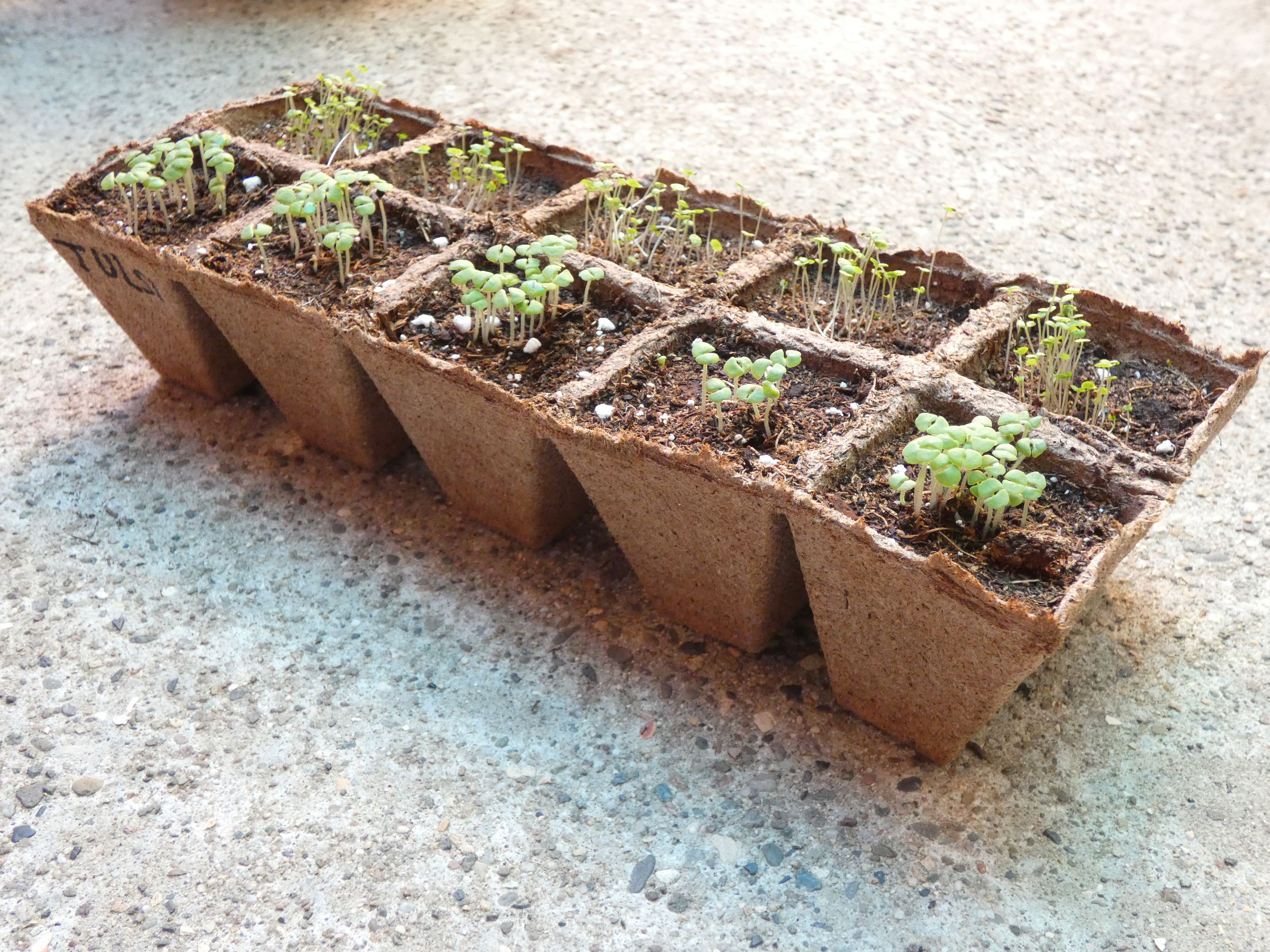
Produkte wie dieser biologisch abbaubare Saatkasten gelten nicht als Fälle von geplanter Obsoleszenz, weil die kontrollierte Auflösung vom Käufer gewünscht wird.

Bei der geplanten Obsoleszenz werden drei Haupterscheinungsformen unterschieden:
- Vermarktung von unsorgfältig und billig gemachten Produkten, die schnell verschleißen und schwer zu warten bzw. zu reparieren sind (qualitative Obsoleszenz)
- Vermarktung von Produkten mit schnell wechselnden Eigenschaften, bei denen jede Neuauflage mit einem Appeal von modischer Aktualität daherkommt (psychologische Obsoleszenz)
- Vermarktung von Produkten mit schnell wechselnden Eigenschaften, bei denen jede Neuauflage funktionale bzw. technische Verbesserungen bringt (funktionelle/technologische Obsoleszenz)

## Geplante Obsoleszenz in den Medien
Im deutschsprachigen Raum nimmt der erstgenannte Fall, die qualitative Obsoleszenz, im öffentlichen Diskurs den breitesten Raum ein, wobei insbesondere Zuspitzungen der Praxis Aufmerksamkeit erregt haben, wie etwa im Falle von Produkten, bei deren Herstellung Know-how und Patente absichtlich ignoriert werden. Eine Extremform der qualitativen Obsoleszenz, die zwar nur in wenigen Beispielen nachgewiesen worden ist, seit 2010 aber große Medienpräsenz erlangt hat, sind herstellerseitige Manipulationen am Produkt, die dazu führen, dass das Produkt nach einer vorab festgelegten Frist oder einer vorab festgelegten Gebrauchshäufigkeit unbrauchbar und irreparabel wird; die Vermarktung solcher modifizierter Produkte unterliegt in vielen Ländern heute dem Schadensersatz- und Strafrecht.
Da es bis heute nur extrem wenige Fälle gibt, in denen Herstellern kurzlebiger Produkte Vorsatz nachgewiesen werden konnte, und andere einschlägige Verdachtsfälle einer genaueren Sachprüfung nicht standgehalten haben, ist auch strittig, ob eine geplante Obsoleszenz, die über gewöhnlichen Qualitätsmangel hinausgeht, als Marketingstrategie überhaupt in nennenswertem Umfang praktiziert wird.

## Geplante Obsoleszenz als staatlich verordnete vorzeitige Außergebrauchnahme von Waren
Der Begriff der „geplanten Obsoleszenz“ (englisch planned obsolescence) geht auf den Immobilienmakler Bernard London zurück, der in einem 1932 veröffentlichten Aufsatz Ending the Depression Through Planned Obsolescence seine Idee zu popularisieren versucht hat, die Great Depression, in der die Vereinigten Staaten sich seit 1929 befanden, durch einen massiven Eingriff in den Markt auf einfache Weise zu heilen: Er schlug vor, sowohl Investitions- als auch Konsumgüter nur mit einer befristeten Gebrauchserlaubnis zu verkaufen und danach zu zerstören. Anders als viele heutige Benutzer des Wortes verstand London unter „geplanter Obsoleszenz“ keineswegs eine Modifikation des Produktes selber.

## Geplante Obsoleszenz als erwünschte schnelle Warenalterung

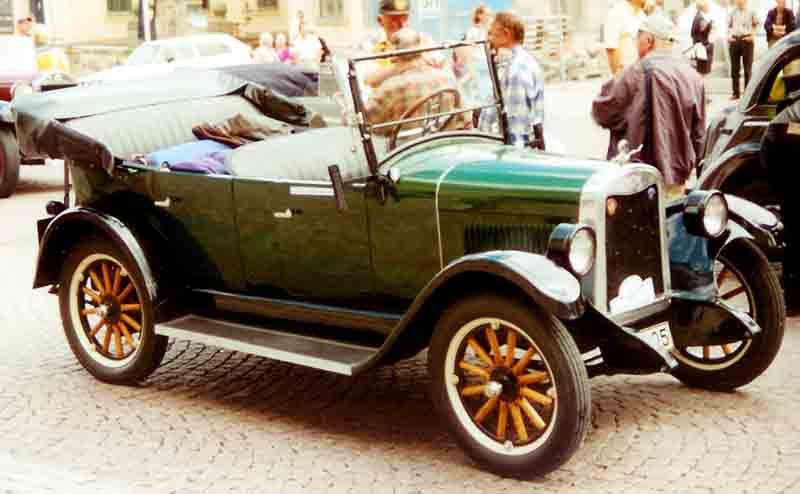
Der Chevrolet Superior (hier das Modell von 1925) war eine der ersten Autoserien, in der jedes Jahr ein neues Modell erschien.

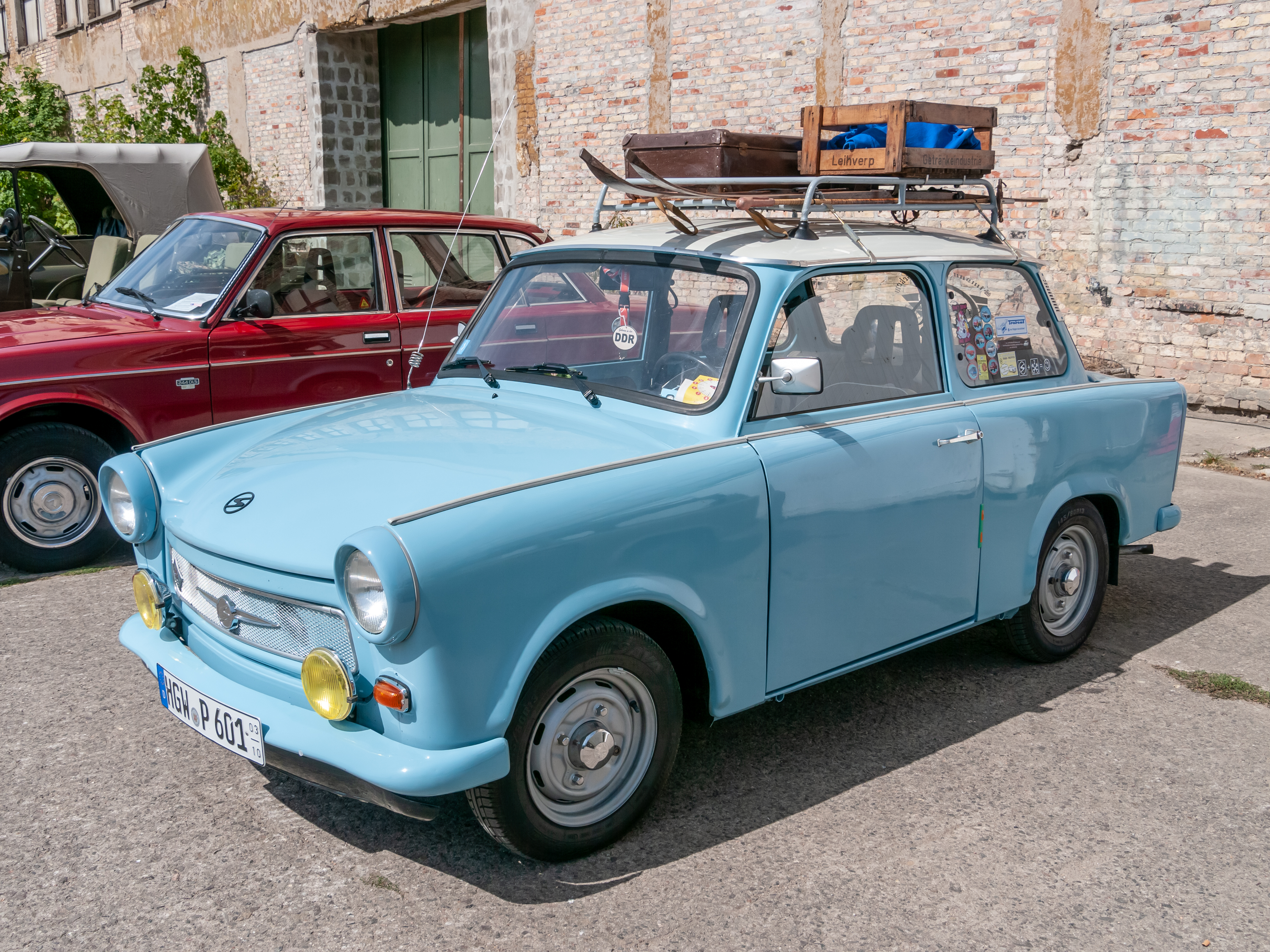
Als Beispiel für den Versuch eines Wirtschaftssystems, geplante Obsoleszenz gänzlich auszuschließen, wird gelegentlich der Trabant genannt, den der VEB Sachsenring (DDR) 33 Jahre lang ohne wesentliche technologische Veränderungen produziert hat.

### Beispiel amerikanische Automobilindustrie
Eine neue Bedeutung erhielt der Begriff „geplante Obsoleszenz“, nachdem die amerikanische Automobilindustrie in den 1920er Jahren das Konzept von Modelljahren eingeführt hatte, eine Erfindung, die allgemein dem damaligen Präsidenten von General Motors, Alfred P. Sloan, zugeschrieben wird. Das Problem, das Sloan für das Unternehmen zu lösen versuchte, war der wachsende Gebrauchtwagenhandel. Eines der ersten Jahresmodelle war das 1923er-Modell des Chevrolet-Superior-Serie. Schon 1927 war Chevrolet die führende amerikanische PKW-Marke.
Noch in den 1950er, 1960er und 1970er Jahren erschien der Begriff „geplante Obsoleszenz“ in den Vereinigten Staaten fast ausschließlich im Kontext der Automobilindustrie. Nach der Weltwirtschaftskrise hatten die Autohersteller begonnen, jedes Jahr neue Modelle auf den Markt zu bringen; Ziel war es, die Konsumenten unter psychologischen Druck zu setzen, ihre eigentlich noch voll funktionstüchtigen Fahrzeuge regelmäßig durch das jeweils aktuelle Modell zu ersetzen. Auch diese Praxis schloss keine gezielte Modifikation der Ware zur Minderung ihrer Haltbarkeit ein:

“…is formal planned obsolescence, which has become characteristic of many traditional industrial systems as a mechanism for stimulating high levels of manufacture. The high turnover is promoted by relatively low durability goods as well as by style and fashion-consciousness, especially in consumer goods. Planned obsolescence and high turnover-rate designs imply high cost for maintenance and repair since these items are not designed for ready maintenance or inexpensive repair. The cost and inconvenience of maintenance and repair stimulates high turnover, and it encourages more shoddy goods. This, in turn, stimulates corporate dependence on high-volume outputs.”

„…ist formell geplante Obsoleszenz, die für viele traditionelle industrielle Systeme als Mechanismus zur Stimulation eines hohen Produktionsniveaus charakteristisch geworden ist. Der hohe Umsatz wird durch Waren mit relativ geringer Haltbarkeit sowie durch Stil und Modetendenzen, insbesondere bei Konsumgütern, gefördert. Geplante Obsoleszenz und hohe Umsatzraten verursachen hohe Wartungs- und Reparaturkosten, da diese Artikel nicht für einfache Wartung oder preiswerte Reparatur ausgelegt sind. Die hohen Kosten und Schwierigkeiten der Reparatur fördern hohe Umsätze und minderwertige Waren. Dies wiederum erhöht die Abhängigkeit der Unternehmen von der Produktion großer Stückzahlen.“

Im selben Umfang wie die Automobilindustrie war im 20. Jahrhundert auch die Textilindustrie, um bestehen zu können, auf hohe Umsatzraten und schnelles psychologisches Veralten ihrer Produkte angewiesen.
Dennoch hat sich das Durchschnittsalter der Autos auf US-amerikanischen Straßen von 5,1 Jahren in 1969 auf 11,4 Jahren in 2016 erhöht. Dies wird hauptsächlich auf eine höhere Langlebigkeit der Autos zurückgeführt.
Laut der Ökonomin Judith Chevalier sind die Produkte auf einem Markt langlebiger, wenn es Wettbewerb gibt. So kamen in den 60er- und 70er-Jahren robustere japanische Autos auf den US-amerikanischen Markt, wodurch die japanischen Autohersteller bedeutende Marktanteile gewannen. Dadurch waren die amerikanischen Autohersteller gezwungen, ebenfalls robustere Autos herzustellen.

### Gesellschaftlicher Diskurs
Die Idee der geplanten Obsoleszenz war im Bewusstsein der Verbraucher schon früh präsent. So ließ Arthur Miller in seinem Drama Tod eines Handlungsreisenden seine Titelfigur schon 1949 klagen:

“Once in my life I would like to own something outright before it’s broken! I’m always in a race with the junkyard! I just finished paying for the car and it’s on its last legs. They time those things. They time them so when you finally paid for them, they’re used up!”

„Einmal im Leben möchte ich etwas richtig besitzen, bevor es kaputt ist. Immer ist es bei mir ein Rennen gegen den Schrottplatz. Gerade erst bin ich mit den Zahlungen fürs Auto fertig und schon pfeift es auf dem letzten Loch. Sie machen das absichtlich. Sie richten es so ein, dass es verschlissen ist, sobald du die letzte Rate bezahlt hast!“

In Großbritannien lief 1951 Alexander Mackendricks Spielfilm Der Mann im weißen Anzug an über einen jungen Chemiker, der mit seiner Erfindung, einer reißfesten und schmutzresistenten Kunstfaser, in der Industrie alles andere als Dank erntet.

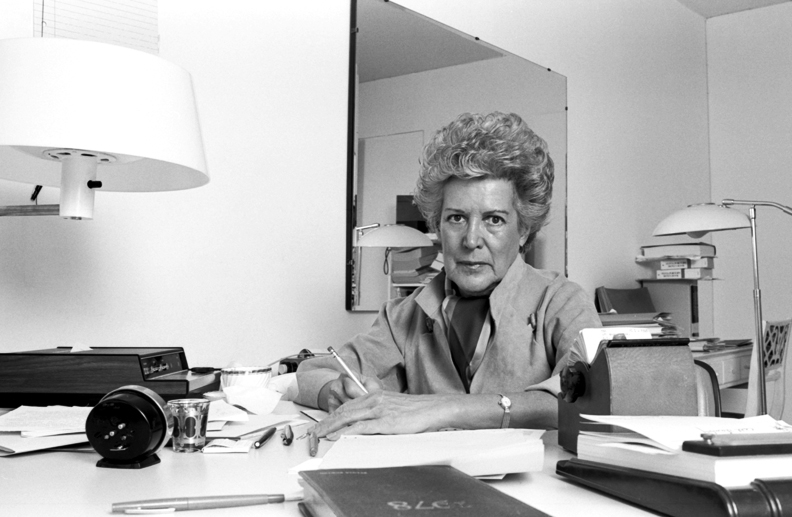
Sylvia Porter

Einen wichtigen Beitrag zum gesellschaftlichen Diskurs über geplante Obsoleszenz leistete 1958 die amerikanische Journalistin und Finanzkolumnistin Sylvia Porter mit einem viel beachteten Artikel Your Money’s Worth. Hintergrund waren die Verkaufszahlen, die bei Automobilen und Haushaltsgeräten seit 1955 merklich gesunken waren, was manche Kommentatoren, darunter Walter P. Margulies und J. Gordon Lippincott, auf eine wachsende Verdrossenheit der Verbraucher über das aggressive Marketing zurückführten. Der Designer Walter D. Teague bemerkte, dass die amerikanischen Kunden zu Hunderttausenden begonnen hatten, preiswerte kleine Import-PKWs (besonders deutsche Volkswagen) zu kaufen, die sich von Jahr zu Jahr kaum veränderten, und kritisierte, dass die „Verbesserungen“ amerikanischer Fahrzeuge, die den Verbrauchern von Jahr zu Jahr geboten werden, lediglich im Hinzufügen weiterer nutzloser Verzierungen bestehen. Prominent verteidigt wurde die Strategie dagegen etwa von Brooks Stevens, der unter anderem einwandte, dass nicht-aktuelle Modelle durchaus weiterverwendet und dass die Verbraucher keineswegs hinters Licht geführt würden. Stevens schlug aber auch vor, den negativ konnotierten Terminus „geplante Obsoleszenz“ durch „geplante Produktverbesserung“ (Planned Product Improvement) zu ersetzen.
1960 folgte der Journalist Vance Packard mit seinem Bestseller The Waste Makers. Packard kritisierte darin den amerikanischen Konsumismus, der auf Kosten von Umwelt, Geld und Spiritualität gehe. Bereits seit 1955 kursierte in den USA der Begriff der „Wegwerfgesellschaft“ (throw-away society), der im Deutschen erst mit der Entstehung der in weiten Teilen konsumkritischen Neuen Linken Verbreitung gewann, also in den späten 1960er Jahren.
Ein Verbraucherschutz für Gebrauchsgüter entstand in den Vereinigten Staaten in den 1960er Jahren. Auf Bundesebene wurde er 1975 mit dem Magnuson–Moss Warranty Act festgeschrieben.
In der DDR wurde zur Rückständigkeit der eigenen Automobilindustrie von der Fachpresse erklärt, dass immer mehr Autos, die immer mehr fossile Energieträger verbrauchen, langfristig keine zielführende Strategie zur Steigerung der Lebensqualität seien. In diesem Zusammenhang wurde auch Kritik an der geplanten Obsoleszenz westlicher Hersteller geübt, die das Gegenteil von Qualitätssteigerung sei und Ergebnis einer von antagonistischen Widersprüchen zerrissenen Wirtschaftstheorie. Denn Qualität müsse sich den gesellschaftlichen Bedingungen entsprechend daran messen lassen, ob mit neuen Autos Energieverbrauch, Herstellungsaufwand, Funktionssicherheit und Umweltfreundlichkeit verbessert werden. Nur dann könne auch von einem technologischen Fortschritt gesprochen werden.

### Wissenschaftlicher Diskurs

#### Obsoleszenzkontroverse (Westdeutschland, 1976/1977)
In der Bundesrepublik galten in den 1970er Jahren neben der Kleidermode vor allem die Korrosionsanfälligkeit von PKW-Karosserien und Auspuffanlagen und das absichtliche Unterlassen einer Haltbarkeitsverbesserung durch fabrikmäßige Hohlraumkonservierung als Beispiele für geplante Obsoleszenz.
Zu einem Wissenschaftlerstreit kam es, nachdem der Aachener Ökonom Burkhardt Röper 1976 eine Studie Gibt es geplanten Verschleiß? veröffentlicht hatte, in der er zu dem Schluss kam, dass geplanter, absichtlicher Produktverschleiß in der Praxis nicht existiere und gegen die Verbraucher auch nicht durchsetzbar sei. Der Würzburger Soziologe Karl-Heinz Hillmann warf Röper 1977 vor, dass er aus seinen Beobachtungen falsche Schlüsse gezogen habe und dass seine Studie durchaus die Existenz von geplantem Verschleiß beweise. Noch im selben Jahr reagierte Röper wiederum mit einer Verteidigung seines Standpunktes. Einen Klärungsversuch unternahmen 1980 Hans Raffée und Klaus Peter Wiedmann. Gerhard Bodenstein und Hans Leuer schlossen sich 1981 Röper an und bestritten, dass es in Deutschland eine besondere Absatzstrategie „geplante Obsoleszenz“ oder auch nur eine abnehmende Qualität der Waren gebe: „Nach wie vor werden bei uns sehr viele «gute» sowie «schlechte» Konsumgüter hergestellt, je nachdem wie die Produktivkräfte sowie die Konkurrenz um die zahlungskräftige Nachfrage es erlauben.“

#### Erweiterung und Ausdifferenzierung des Begriffes
In den Vereinigten Staaten legte Jeremy Bulow, Wirtschaftswissenschaftler der Stanford University, 1986 sein Papier An Economic Theory of Planned Obsolescence vor, in dem er unter anderem das Verhältnis von geplanter Obsoleszenz und Wirtschaftsform analysierte. Während Monopolisten von geplanter Obsoleszenz auf jeden Fall profitieren, lohne sie sich für Oligopolisten nur unter bestimmten Bedingungen, nämlich wenn sie sich untereinander abstimmen. Wenn sie einen Teil ihrer Produkte nicht verkaufen, sondern vermieten, werde Produktlanglebigkeit für sie sogar zum Marktvorteil. Bulow wies als Erster auch darauf hin, dass geplante Obsoleszenz mehr sei als nur geringe Produkthaltbarkeit. Insbesondere wollte er auch die Frage berücksichtigt wissen, wie oft ein Anbieter neue Produkte auf den Markt bringt und wie kompatibel diese mit älteren Produktversionen sind. Spätere Autoren, darunter Michael Waldman, Jay Pil Choi, Arthur Fishman, Rafael Rob und Praveen Kumar, folgten ihm darin.

##### Qualitative Obsoleszenz
In Deutschland führte 1990 Heribert Meffert die Unterscheidung von qualitativer Obsoleszenz einerseits und funktioneller/technischer Obsoleszenz andererseits ein. Qualitative Obsoleszenz liegt nach Meffert dann vor, „wenn Produkte bewusst (sic!) mit einer kürzeren Lebensdauer hergestellt werden, als dies nach vorliegenden Erkenntnissen möglich und wirtschaftlich vertretbar wäre“.
Ein typischer Fall von qualitativer Obsoleszenz ist das absichtsvolle Nichtverwenden von Wissen und Patenten, wie dies etwa bei Auspuffanlagen nachgewiesen wurde. Bei Auspuffanlagen, die lange Zeit um ein Vielfaches weniger haltbar waren als das Fahrzeug selbst, hatte eindeutig belegt werden können, dass eine korrosionsbeständige Ausstattung nur sehr geringe Mehrkosten verursacht hätte.

##### Funktionelle/technische Obsoleszenz
Funktionelle/technische Obsoleszenz ist nach Meffert gegeben, „wenn ein Produkt, welches noch nicht das Ende seiner physischen Nutzungsdauer erreicht hat, durch ein neues ersetzt wird, das seine Funktionen aufgrund technischer Veränderungen besser (und vielleicht sogar preiswerter) erfüllt.“ Anders als die qualitative wird die technologische Obsoleszenz aufgrund der Innovationswirkung in der Literatur größtenteils gutgeheißen. Ein strategisch handelnder Akteur ist hier häufig auch gar nicht identifizierbar; vielmehr ergibt der technische Fortschritt sich aus dem dynamischen Zusammenspiel mehrerer Marktakteure. Im gewerblichen Bereich werden zur Beurteilung der technischen Obsoleszenz oft Zuverlässigkeits-Kennzahlen herangezogen.
Wenn die Innovation vom Anbieter jedoch nur suggeriert, aber nicht eingelöst wird, liegen eine Täuschung des Verbrauchers und nicht funktionelle/technische, sondern psychologische Obsoleszenz vor.

##### Aufgeschobene Obsoleszenz
Eine Grauzone besteht auch dann, wenn technologische Entwicklungen, um konstant Nachfrage zu erzeugen, in die Produktionsgestaltung nur verzögert integriert werden („Schubladenwissen“, „Vorratsbildung“, „Blocking“). Manuel Zalles-Reiber spricht hier von aufgeschobener bzw. verbraucherkonträren Obsoleszenz. Ein weiteres Strategiemittel, das manche Unternehmen wählen, um den technischen Fortschritt aufzuschieben, sind Sperrpatente (auch: „Fencing“), mit denen ein Patentanmelder seine Konkurrenten gezielt an der Weiterentwicklung ihrer Technologie stört.

##### Psychologische Obsoleszenz
Den Begriff der psychologischen Obsoleszenz hatte 1960 Packard eingeführt, um das virtuelle Veraltern von Produkten zu beschreiben, die noch unvermindert verwendungsfähig sind, von ihrem Verwender aufgrund des kulturellen Geschmackswandels aber nicht mehr als attraktiv empfunden werden. Beispiele, die in diesem Zusammenhang immer wieder genannt werden, sind die Kleider- und Schuhmode. Die Trends werden in einem Zusammenspiel von Herstellern und Konsumenten kreiert und befolgt. Eine Differenzierung des Begriffes hat 1997 Zalles-Reiber vorgenommen, der drei Formen von psychologischer Obsoleszenz unterscheidet:
- Ästhetisch-kulturelle Obsoleszenz bedeutet Vermarktung von Waren, an denen in regelmäßigen Abständen modische Änderungen vorgenommen werden.
- Bei der sozialen Obsoleszenz verliert ein Produkt nach dem Erscheinen das Nachfolgemodells seinen Prestigenutzen.
- Im Falle der ökologischen Obsoleszenz verliert ein älteres Produkt für seinen Besitzer an Wert, weil das Nachfolgemodell (weil es umweltschonender hergestellt wurde oder weil sein Gebrauch die Umwelt mehr schont) die Umwelt weniger belastet.

##### Geplante Obsoleszenz als Hold-up
Thorsten Bagschik hat die geplante Obsoleszenz 1998 als Ausgangspunkt eines Hold-up beschrieben, bei dem eine einseitige Abhängigkeit des Käufers vom Verkäufer bestehe.

## Geplante Obsoleszenz als Manipulation am Produkt zur kontrollierten Haltbarkeitsminderung

### Der DokumentarfilmKaufen für die Müllhalde
2010 lief in vielen europäischen Kinos Cosima Dannoritzers Dokumentarfilm Kaufen für die Müllhalde an, der zahlreiche Preise erhielt und über die Fernsehsender Arte und Phoenix 2011 schließlich auch ein breites deutsches Fernsehpublikum erreichte. Anhand von Beispielen wie dem Phoebuskartell, einem Epson-Tintenstrahldrucker und einem Apple-Akku richtete die Autorin die Aufmerksamkeit ihrer Zuschauer auf eine Form von geplanter Obsoleszenz, die im Diskurs um dieses Thema bis dahin kaum zur Sprache gekommen war: Herstellereingriffe am Produkt, die gezielt zu einer Minderung der Haltbarkeit führen sollen.

### Konkrete Verdachtsfälle von Produktmanipulation

#### Glühlampen

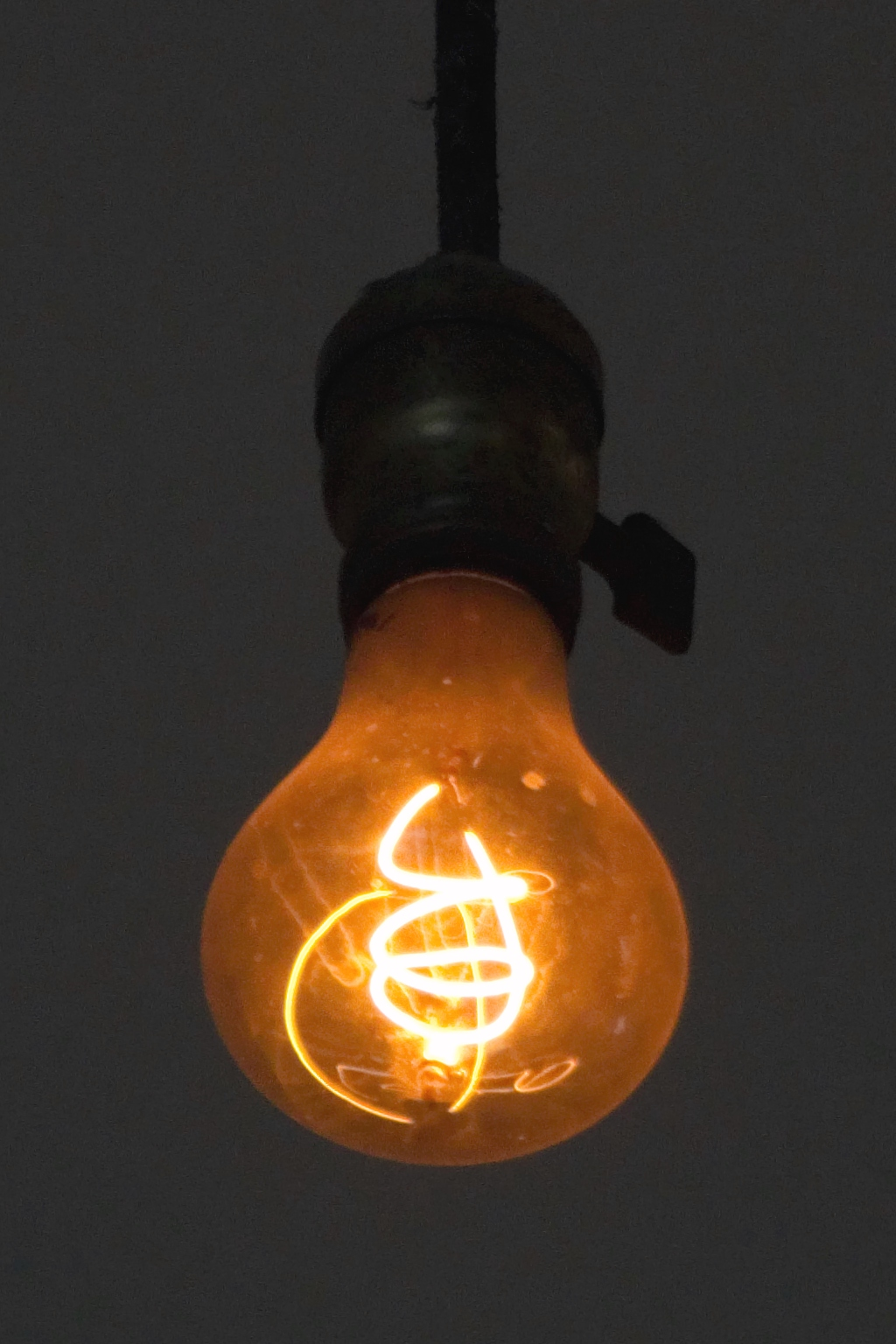
Die Langlebigkeit von Glühlampen (im Foto die berühmte Centennial Light Bulb) geht, wenn der Stromverbrauch gering sein soll, auf Kosten der Lichtausbeute.

Unter den wenigen Fällen, in denen Herstellern Manipulationen zur kontrollierten Haltbarkeitsminderung tatsächlich nachgewiesen werden konnten, ist der des Phoebuskartells der bekannteste: Die Mitglieder dieses unter der Führung von General Electric zusammengetretenen Kartells hatten sich 1925 über eine Lebensdauerbegrenzung von Glühlampen abgesprochen. Der Industriestandard der Lebensdauer, der 1924 noch bei 2.500 Stunden gelegen hatte, sank bis 1940 auf 1.000 Stunden. Das Kartell wurde 1941 aufgelöst, General Electric wurde 1953 rechtskräftig verurteilt.
Die taz, die sich 2008 rühmte, die „Verschwörung“ aufgedeckt zu haben, sah die Wirkung des Phoebus-Kartells noch bis zur Gründung der Volksrepublik China weltweit am Werk: „Es sollte bis zum Sieg des Kommunismus dauern, ehe chinesische Fabriken ressourcenschonende Glühbirnen herstellten, die 5.000 Stunden brannten.“ In Shelby, Ohio, hatte allerdings schon in den 1890er-Jahren die Shelby Electric Company extrem langlebige Glühlampen hergestellt (Centennial Light). Wie eine noch heute (2020) brennende Glühlampe in Ipswich, England zeigt, gab es auch zur Zeit des Phoebus-Kartells (hier: frühe 1930er Jahre) Unternehmen, die extrem langlebige Produkte vermarkteten.
Ein Problem langlebiger Glühlampen ist ihre schlechte Lichtausbeute. Je dicker – und damit haltbarer – der Glühdraht ist, umso weniger Licht wird emittiert, dafür umso mehr Wärme. Eine langlebige Glühlampe, die einem kurzlebigen Produkt in der Lichtleistung vergleichbar ist, verbraucht ein Vielfaches an Energie. Für den Verbraucher hängt die Rentabilität einer Lampe damit keineswegs allein von ihrer Haltbarkeit, sondern ebenso von den Kosten für Anschaffung und Strom ab. Zu einer Lösung des zugrundeliegenden physikalischen Problems kam es erst nach der Einführung von Halogenglühlampen (Prototyp 1953/1957 von Elmer Fridrich und Emmitt Wiley entwickelt).

#### Nylonstrümpfe

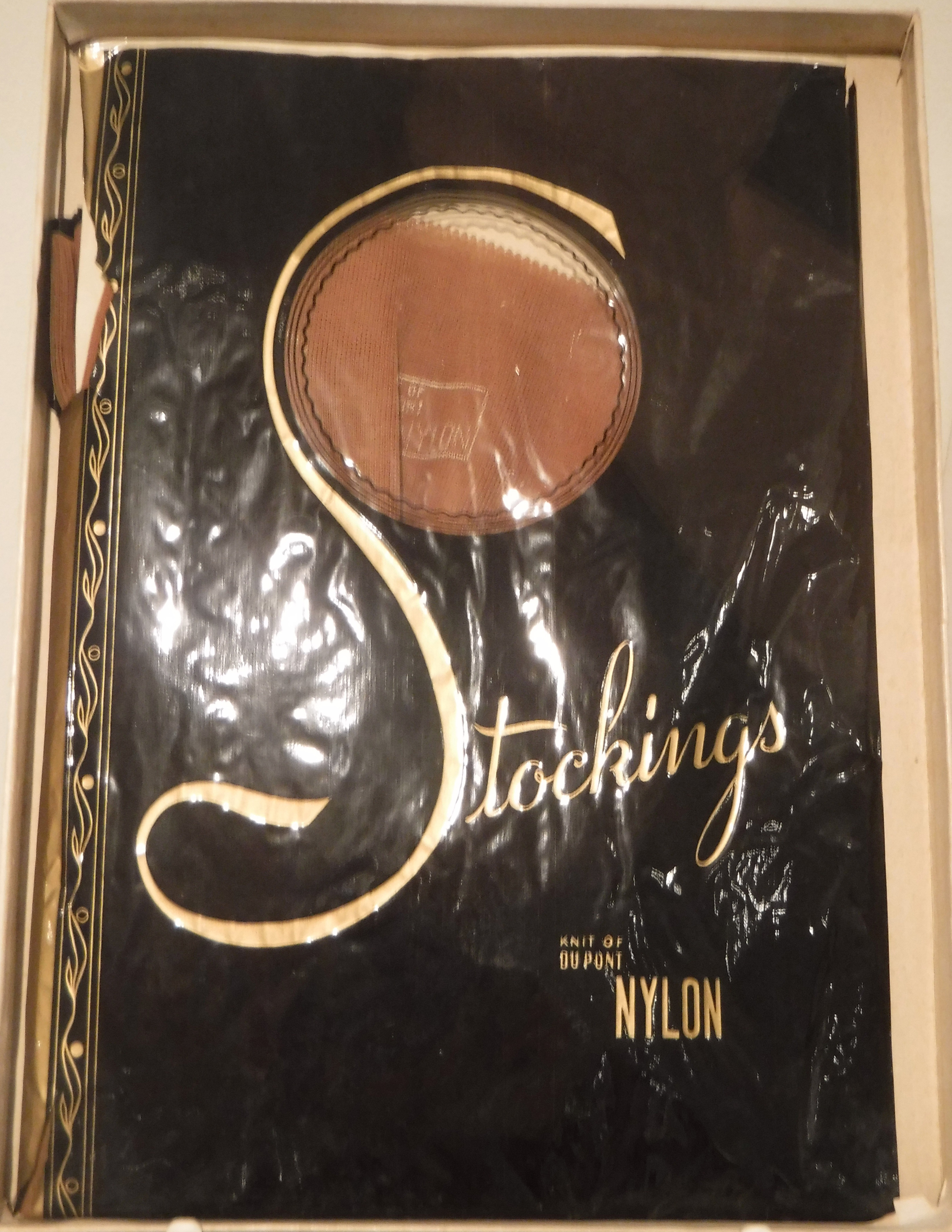
Original-Nylonstrümpfe von Dupont aus den 1940er Jahren

Ein weiterer Fall, der immer wieder als Beispiel für geplante Obsoleszenz angeführt worden ist, sind die Nylonstrümpfe, die das amerikanische Unternehmen Dupont im Mai 1940 auf den Markt brachte und über die Dannoritzer in ihrem Dokumentarfilm ohne Nachweise behauptete, dass sie praktisch unzerstörbar gewesen seien. Ebenfalls ohne Nachweise heißt es in dem Film dann, dass die Chemiker des Unternehmens später angewiesen worden seien, das Material der Strümpfe so zu verändern, dass es empfindlich gegen Ultraviolettstrahlung wurde. Ohne erkennbare Prüfung wurde diese Darstellung dann vielfach weiterverbreitet.
Wie Andreas Hirstein 2012 aufgewiesen hat, fehlt bis heute eine chemische Untersuchung, mit der eine solche Modifikation des Materials nachgewiesen werden könnte; Thomas Bechtold, Professor am Institut für Textilchemie und Textilphysik in Dornbirn, urteilt, dass UV-Strahlung für die Haltbarkeit von Nylonstrümpfen gar keine Relevanz habe.

#### Tintenstrahldrucker
Dannoritzer berichtete in ihrem Dokumentarfilm auch über einen notorisch kurzlebigen Tintenstrahldrucker von Epson, den Stylus C42UX. Die Ursachenrecherche der am Film Beteiligten ergab, dass dieser Drucker für die Druckkopfreinigung mit einem Resttintenschwamm (Diaper, Waste-Ink-Pad) ausgestattet ist, der bei dem billig gefertigten Gerät keinen Sensor, sondern lediglich einen Tröpfchenzähler enthält. Sobald der Drucker nach einer bestimmten Zahl von Druckkopfreinigungen „glaubt“, dass der Schwamm voll ist und ein Austritt von Tinte droht, stellt er den Dienst ein. Dannoritzer stufte diese Art der Sicherung als Fall von geplanter Obsoleszenz ein.
An anderer Stelle ist im Dokumentarfilm von einem EPROM die Rede, das Drucker nach einer vorgegebenen Anzahl von Druckvorgängen den Dienst einstellen lasse. Bei welchen Herstellern und welchen Modellen eine solche Programmierung nachgewiesen worden sei, gab Dannoritzer jedoch nicht an.
Unternehmen wie Canon, Hewlett Packard, Brother und Epson erzielen den größten Teil ihres Umsatzes heute gar nicht mit Druckern, sondern mit Druckerpatronen. So geben viele Käufer bereits im ersten Jahr des Gebrauches mehr Geld für Patronen aus, als sie für das Gerät selbst bezahlt haben. Die Geräte sind darum tendenziell aus günstigen Komponenten hergestellt.

#### Druckerpatronen
Bei Druckerpatronen haben Verbraucherschützer entdeckt, dass diese erstens im Neuzustand nicht vollständig gefüllt sind und zweitens im „Leerzustand“ immer noch Tinte enthalten, und zwar bis zu mehr als 33 % der ursprünglichen Füllmenge.
Am 18. September 2017 wurde in Frankreich auf der Grundlage der neu geschaffenen Loi Hamon erstmals eine Klage eingereicht. Die Verbraucherorganisation HOP (Halte à l’obsolescence programmée, deutsch Stopp der geplanten Obsoleszenz) warf dem Unternehmen Epson die Vermarktung manipulierter Druckerpatronen vor. Am 24. November 2017 eröffnete die Staatsanwaltschaft Nanterre ihr Vorermittlungsverfahren. Mit den Ermittlungsarbeiten betraut wurde die dem Wirtschaftsministerium unterstehende Verbraucherschutzbehörde DGCCRF (Direction générale de la concurrence, de la consommation et de la répression des fraudes, deutsch etwa Generaldirektion für Wettbewerb, Verbraucherangelegenheiten und Betrugsbekämpfung). Im Februar 2020 war die Untersuchung immer noch nicht abgeschlossen.
Zu berücksichtigen ist bei der Wirtschaftlichkeitsbeurteilung von Druckerpatronen allerdings, dass nur Canon-Druckerpatronen einen Sensor haben, der den tatsächlichen Befüllungszustand misst. Bei Patronen von Epson dagegen wird der Befüllungszustand bloß geschätzt, und zwar auf der Grundlage der Zahl der gedruckten Seiten, die auf einem in die Patrone integrierten Chip gespeichert wird. Da der Druckkopf – anders als bei manchen anderen Produkten – nicht direkt auf der Patrone, sondern an anderer Stelle sitzt, droht bei Epson-Druckern bei längerer Nicht-Benutzung ein Austrocknen von Resttinte im Druckkopf und damit dessen Verstopfen, Überhitzung und Verschmelzen. Die Tinte dient in diesem Falle nicht nur als Druckerfarbe, sondern auch als Kühlmittel; damit eine Druckkopfreinigung immer möglich bleibt, muss die Patrone ausgetauscht werden, bevor sie ganz leer ist.

#### Apple-Produkte

##### iPod

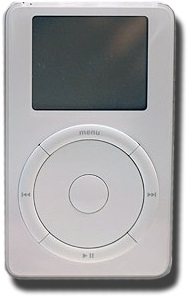
Der erste iPod (iPod Classic, 1. Generation, 2001) maß 10,2×6,2×2 cm. Ein Öffnen, etwa zum Batterieaustausch, war vom Hersteller nicht vorgesehen.

Ein weiterer Fall, den Dannoritzer in ihrem Dokumentarfilm Kaufen für die Müllhalde aufgeführt hat, ist der 2001 von Apple eingeführte iPod. Käufer des Geräts hatten schon früh beklagt, dass die Leistung des fest eingebauten Akkus, dem kurzlebigsten Verschleißteil in Mobilgeräten, nicht hielt, was das Unternehmen in der Werbung versprochen hatte. Nachdem Apple auf Kundenbeschwerden nicht eingegangen war, folgte in den Vereinigten Staaten 2003 eine Sammelklage, die in einen Vergleich mündete. Obwohl der Akku z. B. beim iPod shuffle ebenso teuer war wie das Gerät selbst, argumentierte Dannoritzer im Anschluss an ihre Gewährsperson Casey Neistat, dass bereits mit dem Festeinbau eines kurzlebigen Akkus der Tatbestand der geplanten Obsoleszenz erfüllt sei.

##### iPhone
Wie das Beispiel der Leistungsherabregelung in älteren iPhones zeigt – Apple hatte 2017 eingeräumt, eine solche Manipulation vorgenommen zu haben, um den Alltagseinsatz der Geräte auch bei den alt gewordenen nichtwechselbaren Lithium-Ionen-Akkus ohne durch Spannungsschwäche verursachte plötzliche Abschaltungen zu gewährleisten – besteht zwischen Manipulationen zum Produkterhalt und solchen zur künstlichen Produktalterung gelegentlich eine Grauzone. In den USA wurde gegen Apple ein Gerichtsverfahren eingeleitet, das im März 2020 in einem Vergleich endete; Apple erklärte sich bereit, an die Geschädigten eine Gesamtsumme von bis zu 500 Mio. US-Dollar zu zahlen. In Frankreich musste das Unternehmen nach einem Gerichtsurteil 25 Mio. Euro zahlen. In Italien verhängte ein Gericht gegen Apple und Samsung im selben Zusammenhang eine Geldbuße von 10 Mio. Euro.

### Gesellschaftlicher Diskurs und Studien im deutschsprachigen Raum

#### Produktmanipulation als „systemisches Problem“
In ihrem Dokumentarfilm zitiert Dannoritzer u. a. Giles Slade, den Autor des 2006 erschienenen Sachbuchs Made to Break:

„Bei den Ingenieuren gab es einen Paradigmenwechsel. Die alte Schule sah es noch als ihre Aufgabe an, ein Produkt herzustellen, das nie kaputt ging. Die neue Schule war vom Markt gesteuert und an möglichst vergänglichen Produkten interessiert.“

Nach dem Erscheinen des Films wurde die Bedeutungsverschiebung des Begriffs der geplanten Obsoleszenz hin zur gezielten Produktmanipulation von anderen Sachbuchautoren übernommen. Es folgten Pressebeiträge, darunter 2012 ein Artikel in der Computerzeitschrift c’t, dessen Autor ohne Vorlage von Nachweisen behauptete, dass ein erheblicher Teil aller heutigen elektronischen Geräte ein „verstecktes Verfallsdatum“ habe. Im selben Jahr bezeichnete auch die taz, ebenfalls ohne Nachweise, das kontrollierte herstellerseitige Unbrauchbarmachen elektronischer Geräte als „systemisches Problem“. Zu den sichtbarsten Vertretern des neuen Generalverdachts gegen das produzierende Gewerbe zählt der Diplom-Betriebswirt Stefan Schridde, der einen Verein und eine Webseite murks-nein-danke.de ins Leben gerufen hat und von Bündnis 90/Die Grünen gemeinsam mit Christian Kreiß mit einem Gutachten zur geplanten Obsoleszenz in Deutschland beauftragt wurde.
Einer generalisierenden Herstellerkritik, die heute praktisch überall Produktmanipulation vermutet, trat schon im November 2012 der Journalist Andreas Hirstein mit einem Artikel in der NZZ am Sonntag entgegen. Die „geplante Obsoleszenz im Sinne einer gezielten Produkte-Selbstzerstörung zur Ankurbelung des Konsums“ bezeichnete er darin als eine moderne Legende. Er argumentierte, dass Hersteller eine Abwägung zwischen Lebensdauer und Preis auf der einen und Zahlungsbereitschaft der Kunden auf der anderen Seite treffen müssten.
Herstellerseitige Manipulationen zur kontrollierten Senkung der Produkthaltbarkeit werden metaphorisch manchmal als „Sollbruchstellen“ bezeichnet. Sollbruchstellen, wie sie in manche Produkte tatsächlich eingebaut werden, dienen jedoch ausschließlich entweder der Sicherheit des Benutzers oder der Funktionalität bzw. dem Schutz des Produkts (z. B. Sollbruchstellen in der Airbagabdeckung).

#### Schridde-Kreiß-Gutachten (2013)
Seit 2013 beschäftigte das vermeintliche Umsichgreifen herstellerseitiger Produktmanipulation auch die deutsche Politik. Nachdem in den Protokollen und Kommissionsdrucksachen einer im Juni 2012 zusammengetretenen Enquete-Kommission „Wachstum, Wohlstand, Lebensqualität“ noch die Innovation im Vordergrund gestanden hatte und Begriffe wie „geplante Obsoleszenz“ und „Produktverschlechterung“ gar nicht vorgekommen sind, gab die Bundestagsfraktion von Bündnis 90/Die Grünen wenig später ein Gutachten zu diesem Thema in Auftrag, das im März 2013 erschien.
Autoren des Gutachtens waren Stefan Schridde, Christian Kreiß und der Doktorand Janis Winzer. Unter geplanter Obsoleszenz verstehen sie zunächst „geplante[n], vorzeitige[n] Verschleiß von Produkten, die eigentlich viel länger halten könnten“, erweitern ihre Definition wenige Seiten später aber auch auf Fälle „gewollter oder billigend in Kauf genommener Obsoleszenz“. Sie postulieren, dass viele Alltagsprodukte heute eine viel kürzere Haltbarkeit haben als „früher“, geben für diese These allerdings weder Nachweise, noch stecken sie den Zeitrahmen ab, in dem diese Verschlechterung stattgefunden haben soll.
Kernstück ihres Gutachtens ist dann eine Liste von 22 Schwach- oder Verdachtsstellen, die bei einer explorativen Untersuchung einer großen Bandbreite von Produkten identifiziert werden konnten, darunter vor allem elektrische und elektronische Geräte, aber auch Schuhe, Textilien und Bürostühle. Beobachtet wurden hier z. B. Materialermüdung, versteckte Schwachstellen, Konstruktionsfehler und Unzugänglichkeit des Geräteinneren für Wartung und Reparatur. Die Autoren geben weder Namen und Hersteller des jeweils beanstandeten Produktes an, noch wie typisch die Beobachtung für die jeweilige Produktklasse ist. In keinem der 22 Fälle wird ein Nachweis erbracht, dass es sich nicht nur um billig und nachlässig gefertigte Produkte, sondern um Mängel handelt, die herstellerseitig bewusst geplant worden sind. Auch in dem darauf folgenden Abschnitt Weitere Methoden und Formen geplanter Obsoleszenz wird auf Nachweise und Quantifizierung konsequent verzichtet.
Ohne offenzulegen woher diese Zahlen kommen, vermuten die Autoren, dass in deutschen Haushalten 12–24 % aller Ausgaben für geplant obsoleszente Produkte erfolgen; daraus errechnen sie anschließend, dass die Verbraucher in Deutschland durch eine Verhinderung von geplanter Obsoleszenz pro Jahr einen Gesamtbetrag von 101 Milliarden Euro einsparen würden.
Am 27. Juni 2013 beantragte die Fraktion Bündnis 90/Die Grünen im Deutschen Bundestag, dass die Bundesregierung sich dafür einsetzen solle, die Lebensdauer von Produkten zu verlängern und deren Reparaturfähigkeit, Sammlung, Weiterverwendung und das Recycling zu verbessern. Der Antrag wurde von SPD und der Linken mitgetragen, scheiterte aber an den Gegenstimmen von CDU/CSU und FDP, die dabei Beschlussempfehlungen des Ausschusses für Ernährung, Landwirtschaft und Verbraucher folgten.

#### HTV-Life-Prüfzeichen (seit 2013)
Auf der Münchner Fachmesse electronica hat die Bensheimer Firma Halbleiter-Test & Vertriebs-GmbH (HTV) im November 2012 ihr Gütesiegel gegen geplante Obsoleszenz vorgestellt. Als unabhängiges Testhaus beschäftigt HTV sich mit der Prüfung elektronischer Komponenten bereits seit 1986. In einem Interview mit Golem.de hat der Technikchef des Unternehmens 2013 berichtet, dass die Tester von HTV in elektronischen Geräten sehr oft Schwachstellen finden, die sie als geplante Obsoleszenz einstufen, darunter beispielsweise die Verwendung besonders hitzeempfindlicher Bauteile (z. B. Elektrolytkondensatoren) in direkter Nähe zu Hitzequellen.
Seit Mai 2013 verleiht HTV ein HTV-Life-Prüfzeichen zur Kennzeichnung von Produkten, bei denen „geplante lebensdauerbegrenzende Sollbruchstellen“ ausgeschlossen werden konnten. Geprüft werden nur Produkte, die vom Hersteller selbst eingereicht werden, zusammen mit einer eidesstattlichen Versicherung, dass auf haltbarkeitsbegrenzende Manipulationen verzichtet wurde. Das Prüfzeichen wird verliehen, wenn dann auch die Untersuchung keinerlei Anzeichen für geplante Obsoleszenz aufdeckt. Auf Seiten der Hersteller, von denen viele auch ohne Prüfzeichen einen guten Ruf besitzen, ist die Nachfrage bisher allerdings gering. So haben bis heute erst vier Unternehmen Produkte mit dem Prüfzeichen versehen lassen (Stand: 2020).

#### Stiftung Warentest (2013)
In einer explorativen Testserie der Stiftung Warentest, deren Ergebnisse im August 2013 veröffentlicht wurden, konnten zwar Produktmängel, aber keine absichtlich eingebauten Schwachstellen nachgewiesen werden. Die Stiftung hatte unter anderem Waschmaschinen, Geschirrspüler, Staubsauger und LED-Lampen geprüft. Auch wurde bei dieser Studie beobachtet, dass teurere Geräte zwar nicht ausnahmslos, aber doch tendenziell besser gefertigt und länger haltbar sind als preiswertere.

#### Gesetzesinitiativen der Linksfraktion (2013, 2016)
Am 6. Juni 2013 beantragte die Linksfraktion im Deutschen Bundestag, dass die Bundesregierung zur Vorlage eines Gesetzesentwurfes aufgefordert werden solle, der Vorgaben über eine Mindestnutzungsdauer für technische Produkte vorsieht und die Beweislast für ein Ereignis, das die Mindestnutzungsdauer nicht erreichen lässt, dem Hersteller auferlegt. Der Antrag wurde – bei Stimmenthaltung von SPD und Grünen – von den übrigen Parteien abgelehnt, die dabei einer Empfehlung des – nach Fraktionsproporz besetzten – Umweltausschusses folgten. Am 15. Dezember 2016 stellte die Linksfraktion einen weiteren Antrag mit ähnlichem Inhalt, scheiterte jedoch erneut an den Stimmen der Opposition, die auch diesmal einer Empfehlung des Umweltausschusses folgte.

#### Studie von Öko-Institut und Uni Bonn (2016)
Im Anschluss an die vorgenannten Diskurse gab das Umweltbundesamt beim Freiburger Öko-Institut und der Uni Bonn eine explorative Studie in Auftrag, bei der Haushaltsgeräte, Flachbildfernseher und Computer getestet wurden. Die Ergebnisse wurden im Februar 2016 vorgelegt: Bei den immer wieder herangezogenen „klassischen“ Obsoleszenz-Beispielen aus Medien und Online-Foren könne von geplanter Obsoleszenz „im Sinne böswilliger Designmanipulation keine Rede sein“. Die Autoren bezogen sich ausdrücklich auch auf den vorausgegangenen gesellschaftlichen Diskurs:

„In den letzten Jahren hat die Medienberichterstattung das Thema „geplante Obsoleszenz“ sehr emotional präsentiert und die Gesellschaft in zwei voneinander unabhängige Pole geteilt, nämlich Hersteller und Industrie als „Täter“ und die Verbraucherinnen und Verbraucher als „Opfer“ der Obsoleszenz. Die vorliegende Studie hat gezeigt, dass die Erscheinung Obsoleszenz von Produkten nicht so eindimensional ist. Hersteller und Verbraucher interagieren miteinander in einer sich stetig wandelnden Umgebung und beeinflussen gegenseitig die Produktentwicklung und Konsummuster. […] Den Sachverhalt der geplanten Obsoleszenz im Sinne einer Designmanipulation oder bewusstem Einbau von Schwachstellen haben die Analysen in der Studie nicht bestätigt […]“

Der Anteil der Elektrogeräte, die im privaten Haushalt wegen eines Defekts ausgetauscht werden mussten, sei zwar von 2,5 Prozent im Jahr 2004 auf 8,3 Prozent im Jahre 2013 gestiegen. Die meisten Geräte würden aber ausgetauscht, weil die Verbraucher lieber ein anderes, ihrer Einschätzung nach besseres Gerät verwenden wollten. Eine gezielte Verkürzung der Lebensdauer von Elektrogeräten war in der Studie nicht nachweisbar; die Autoren räumen aber ein, dass die immer kürzeren Innovationszyklen der letzten Jahre auch zulasten der Produktqualität gehen könnten. Unter diesen Umständen würden Geräte nicht mehr umfassend, sondern nur noch auf bekannte Schwachstellen in der Produktion hin getestet. „Idealerweise wird angestrebt, dass die technische Produktlebensdauer der Produktnutzungsdauer entspricht […] Das Kernprinzip lautet, Produkte so zu gestalten, dass sie so lange wie nötig und nicht so lange wie möglich halten.“ Würden Produkte hingegen auf möglichst lange Lebenszeit hin ausgelegt, so würde der Ressourcenaufwand in der Produktion steigen; dies wäre „ökologisch kontraproduktiv“, wenn die Geräte dann von Verbrauchern dennoch vorzeitig entsorgt würden. Die Autoren der Studie kritisierten die insoweit mangelnde Transparenz für die Verbraucher, hoben aber auch die Verantwortung der Käufer hervor, die Konsumgüter so lange wie möglich zu nutzen und dazu Geräte auszuwählen, die unabhängig von Herstellerwerkstätten langfristig repariert werden könnten.

#### Wieser-Studie (Österreich, 2016)
Harald Wieser, der für die Kammer für Arbeiter und Angestellte eine Obsoleszenz-Studie durchführte, weist darauf hin, dass die Konzentration auf „arglistig eingebaute Sollbruchstellen“ dem Thema nicht gerecht werde. So würden Unternehmen Obsoleszenz beispielsweise vielmehr aktiv durch „Werbung und schnelle Generationswechsel trotz minimalem technischem Fortschritt“ fördern. In Gesamtsicht sei das Problem ein „Wechselspiel zwischen Industrie und Verbrauchern“. Misstrauen hinsichtlich der Lebensdauer von Produkten führe zu einer verminderten Bereitschaft, mehr Geld in ein qualitativ hochwertigeres Produkt zu investieren. Auf der anderen Seite bestärke die geringe Nachfrage nach langlebigen Produkten die Hersteller in ihrer Ansicht, Konsumenten seien nur auf das Neueste aus.

## Verbraucherschutz

### Europäische Union
Die Europäische Union kündigte Pläne an, Smartphone- und Tablet-Hersteller ab 2023 dazu zu verpflichten, langlebigere Akkus zu verbauen, für jedes Modell mindestens fünf Jahre lang Ersatzteile und Sicherheitsupdates bereitzustellen und ein Energielabel anzugeben.
Am 30. Juli 2024 trat die EU-Richtlinie zum „Recht auf Reparatur“ in Kraft. Verbraucher erhalten unter bestimmten Voraussetzungen das Recht, ihre reparierbaren Waren, wie Waschmaschinen oder Kühlgeräte, innerhalb und außerhalb der Gewährleistungsfristen reparieren zu lassen, anstatt sie ersetzen zu müssen. Die 27 EU-Mitgliedstaaten haben bis 31. Juli 2026 Zeit, die in der EU-Richtlinie enthaltenen Anforderungen in nationales Recht umzusetzen.

### Deutschland
In Deutschland ist die kaufrechtliche Gewährleistung in den §§ 434 ff. BGB gesetzlich geregelt (vgl. insoweit § 437 BGB, der die Rechte des Käufers bei Sachmängeln aufzählt). Auf freiwilliger vertraglicher Basis können Hersteller und Verkäufer darüber hinaus auch eine Garantie anbieten.

### Frankreich
Seit 2015 ist in Frankreich das absichtliche Verkürzen der Lebensdauer von Produkten eine Straftat, die mit bis zu zwei Jahren Gefängnis und 300.000 Euro Geldstrafe geahndet werden kann. Die Geldstrafe kann auch noch höher ausfallen, und zwar bis zu 5 Prozent des Jahresumsatzes des Unternehmens. Rechtliche Grundlage ist die am 17. März 2014 in Kraft getretene Loi Hamon, ein Gesetz, das nach seinem Initiator, dem Wirtschaftsminister Benoît Hamon, benannt ist.

### Vereinigte Staaten
Anders als in Deutschland sind Händler in den Vereinigten Staaten per Gesetz verpflichtet, ihren Kunden eine Produktgarantie einzuräumen. Auf der Grundlage des 1975 in Kraft getretenen Magnuson–Moss Warranty Act ist jede Neuware, die mehr als nur wenige US-Dollar kostet, beim Verkauf durch eine Garantie abgedeckt. Dabei ist jede – auch werbemäßig aufgemachte – Ankündigung einer bestimmten Mindesthaltbarkeit (express warranty) für den Händler rechtlich bindend. Nicht selten wird für bestimmte Produkte sogar lifetime warranty gewährt, die so lange gilt, wie der ursprüngliche Käufer die Ware besitzt. In allen übrigen Fällen gilt, was im Kleingedruckten steht. Bei der großen Mehrzahl der Produkte wird eine Werksgarantie von einem Jahr eingeräumt, wobei zwischen voller und begrenzter Garantie zu unterscheiden ist; letztere bezieht sich nur auf bestimmte Teile, bei deren Austausch für den Käufer überdies Handwerkerkosten anfallen können.
Da der Besitz eines PKWs für viele Amerikaner eine Frage des wirtschaftlichen Überlebens ist, ist die Gewährleistung in diesem Bereich besonders streng geregelt. So kommen Neuwagen landesweit mit einer Werksgarantie von mindestens 3 Jahren.

### Zeitungs- und Zeitschriftenartikel für ein allgemeines Lesepublikum
- Andreas Hirstein: Moderne Märchen der Konsumkritik. In: NZZ am Sonntag. 18. November 2012 (Online).
- Hendrik Lasch: Wegwerfen fürs Wachstum. In: Öko-Test. Nr. 10, 2012, S. 20–30 (stratoserver.net [PDF]).
- Roland Knauer: Haltbarkeit gibt es nicht geschenkt. In: Der Tagesspiegel. 24. Dezember 2012 (Online).
- Mario Sedlak: Geplante Obsoleszenz. Ein hartnäckiger Mythos. In: Telepolis. 24. Juni 2014 (Online).

### Sachbücher
- Gerhard Bodenstein, Hans Leuer: Geplanter Verschleiß in der Marktwirtschaft. Verlag Harri Deutsch, Frankfurt am Main, Zürich 1977.
- Cosima Dannoritzer, Jürgen Reuß: Kaufen für die Müllhalde: Das Prinzip der geplanten Obsoleszenz. orange-press, Freiburg 2013, ISBN 978-3-936086-66-9.
- Christian Kreiß: Geplanter Verschleiß: Wie die Industrie uns zu immer mehr und immer schnellerem Konsum antreibt – und wie wir uns dagegen wehren können. Europa Verlag, Berlin 2014, ISBN 978-3-944305-51-6.
- Vance Packard: Die große Verschwendung. Fischer Bücherei, 1964 (deutsche Ausgabe von „The Waste Makers“, 1960).
- Erik Poppe, Jörg Longmuß (Hrsg.): Geplante Obsoleszenz. Hinter den Kulissen der Produktentwicklung. transcript, Bielefeld 2019, ISBN 978-3-8376-5004-4 (Online Open Access).
- Giles Slade: Made to Break. Technology and Obsolescence in America. Harvard University Press, Cambridge MA 2006, ISBN 978-0-674-02572-1.

### Wissenschaftliche Übersichtsliteratur
- Tobias Brönneke, Andrea Wechsler (Hrsg.): Obsoleszenz Interdisziplinär – Vorzeitiger Verschleiß aus der Sicht von Wissenschaft und Praxis. Nomos, Baden-Baden 2015, ISBN 978-3-8487-2003-3.

### Wirtschaftswissenschaftliche Literatur
- Jeremy Bulow: An Economic Theory of Planned Obsolescence. In: Quarterly Journal of Economics. Band 101, Nr. 4, 1986, S. 729–749, JSTOR:1884176.

### Rechtswissenschaftliche Literatur
- Christian Hess: Geplante Obsoleszenz: Rechtliche Zulässigkeit in der Lebensdauerplanung von technischen Gebrauchsgütern. Nomos, Baden-Baden 2018, ISBN 978-3-8487-4689-7 (Zugl.: Mannheim, Univ., Diss., 2017).
- Timo Hohmuth: Murks? Nein, danke?! Rechtliche Aspekte zum Umgang mit dem Phänomen „geplante Obsoleszenz“. In: Zeitschrift für Innovations- und Technikrecht. Nr. 2, 2014, S. 74–85.
- Clemens Latzel, Philipp Sausmikat: Obsoleszenz – wirtschaftsrechtlicher Rahmen für die Gebrauchsdauer von Produkten. In: Zeitschrift für Wirtschaftsrecht (ZIP). Nr. 30, 2016, S. 1420–1428. Online: Abstract.
- Malte Welters: Obsoleszenz im Zivilrecht: Insbesondere die Pflicht des Herstellers langlebiger technischer Anlagen zur Ersatzteilversorgung. Kovač, Hamburg 2012, ISBN 978-3-8300-6156-4 (Zugleich Dissertation an der Universität Augsburg 2011).